# Michal Petráš
Michal Petráš (* 5. Dezember 1996 in Humenné) ist ein slowakischer Volleyballspieler.

## Karriere
Petráš begann seine Karriere in seiner Heimatstadt bei VK Chemes Humenné. 2012 wechselte er zu COP Trenčín. Mit den slowakischen Junioren nahm der Außenangreifer 2014 an der U20-Europameisterschaft teil. Am 28. August 2016 gab er in einem Länderspiel gegen die Niederlande sein Debüt in der A-Nationalmannschaft. Anschließend spielte er in der österreichischen Bundesliga für SK Posojilnica Aich/Dob und wurde in der Saison 2016/17 Vizemeister. 2017 nahm er mit der Slowakei an der Europameisterschaft in Polen teil. 2018 wurde er vom deutschen Bundesligisten VfB Friedrichshafen verpflichtet. Mit Friedrichshafen wurde er DVV-Pokalsieger und deutscher Vizemeister. Danach wechselte er zum Schweizer Verein Volley Amriswil.